# 柏鹤集乡
柏鹤集乡，是中华人民共和国河北省邯郸市临漳县下辖的一个乡镇级行政单位。

## 行政区划
柏鹤集乡下辖以下地区：
有阁刘村、柏鹤张村、梁村、北张庄村、大营村、田村、兵马寨村、张柏鹤村、付村、柏鹤集村、车往营村、未村、李谷驼村、牛谷驼村、贺寨村、马荒村、北史庄村、杜油房村、姜油房村、袁油房村、陈厉村和江村。